# Тананык
Тананы́к — река в Оренбургской области России, правый приток Бобровки, протекает в Курманаевском районе. Устье реки находится в 11 км от устья Бобровки. Длина реки — 52 км. Первым поселением основанным на берегах реки было село Покровка. Гидроним имеет тюркское происхождение: сравните, например, башкирское и татарское «тана» — «тёлка», «-лык» — аффикс

## Данные водного реестра
По данным государственного водного реестра России относится к Нижневолжскому бассейновому округу, водохозяйственный участок реки — Самара от Сорочинского гидроузла до водомерного поста у села Елшанка. Речной бассейн реки — Волга от верховий Куйбышевского вдхр. до впадения в Каспий.
Код объекта в государственном водном реестре — 11010001012112100007300.